# Nádszeg
Nádszeg (szlovákul Trstice) község Szlovákiában, a Nagyszombati kerületben, a Galántai járásban.

## Fekvése
A mátyusföldi község a Kisalföldön, Galántától 22 km-re délre, a Kis-Duna és a Feketevíz közötti síkságon fekszik.

## Élővilága

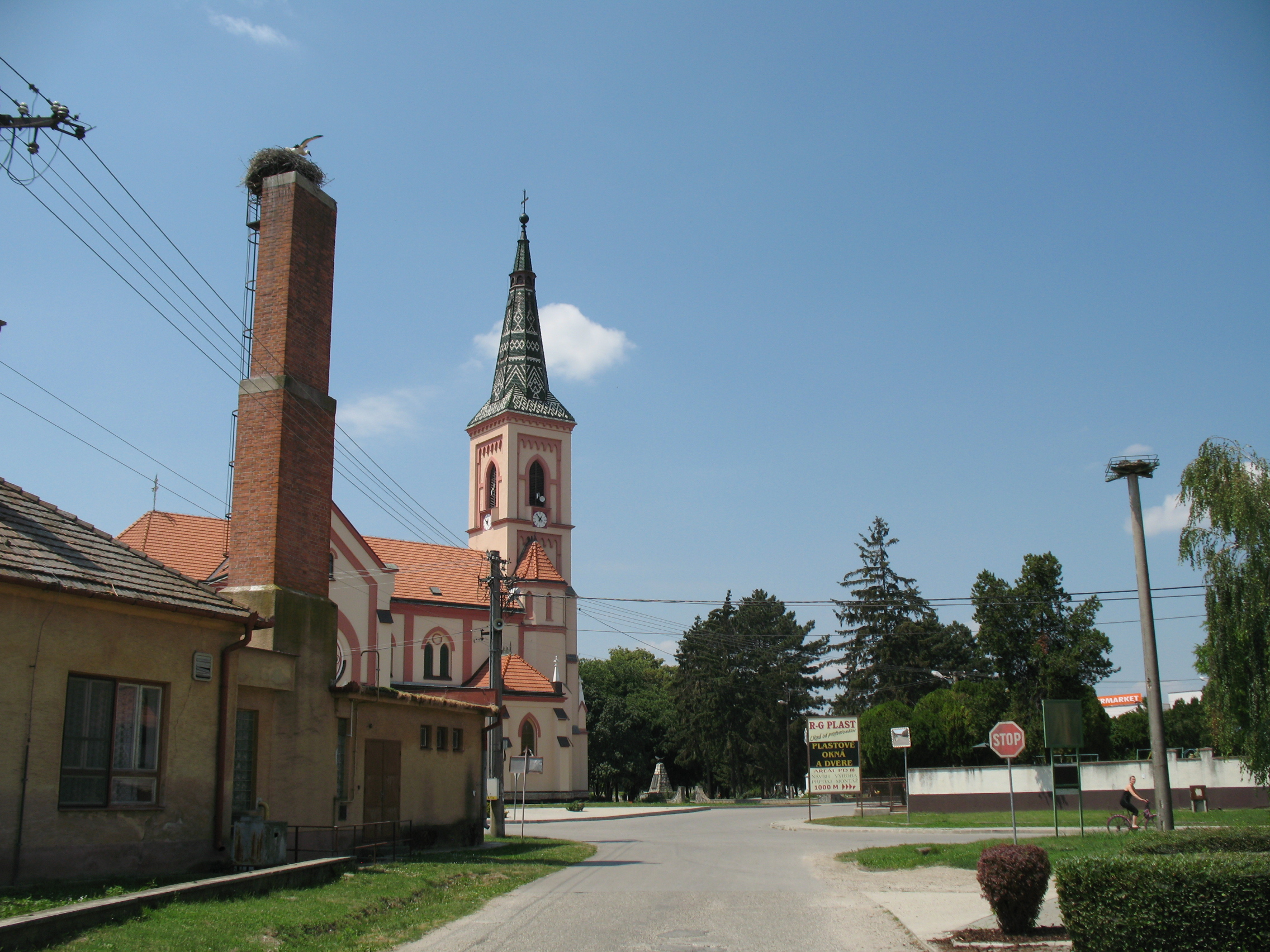
Gólyafészkek a főtéren
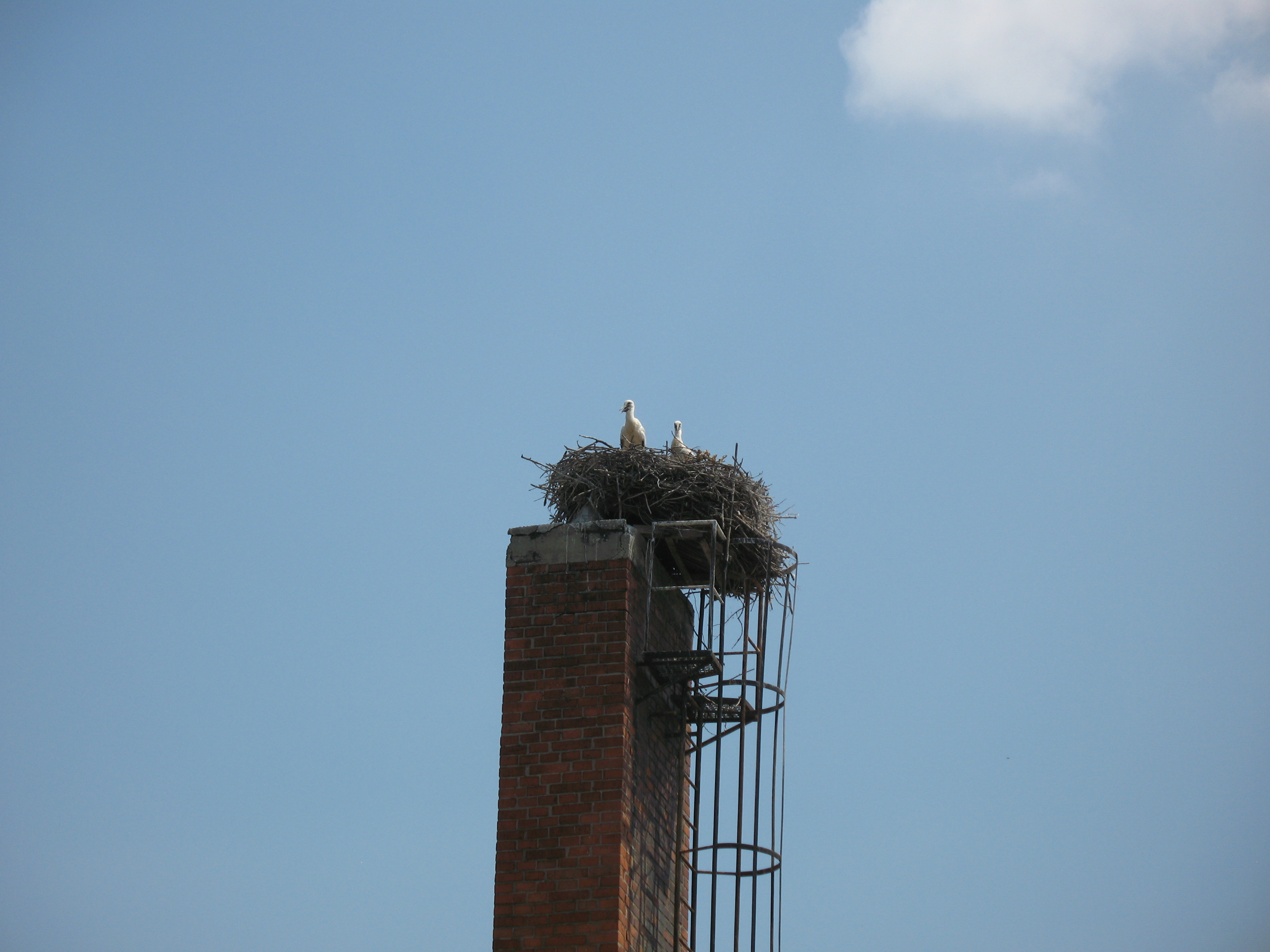
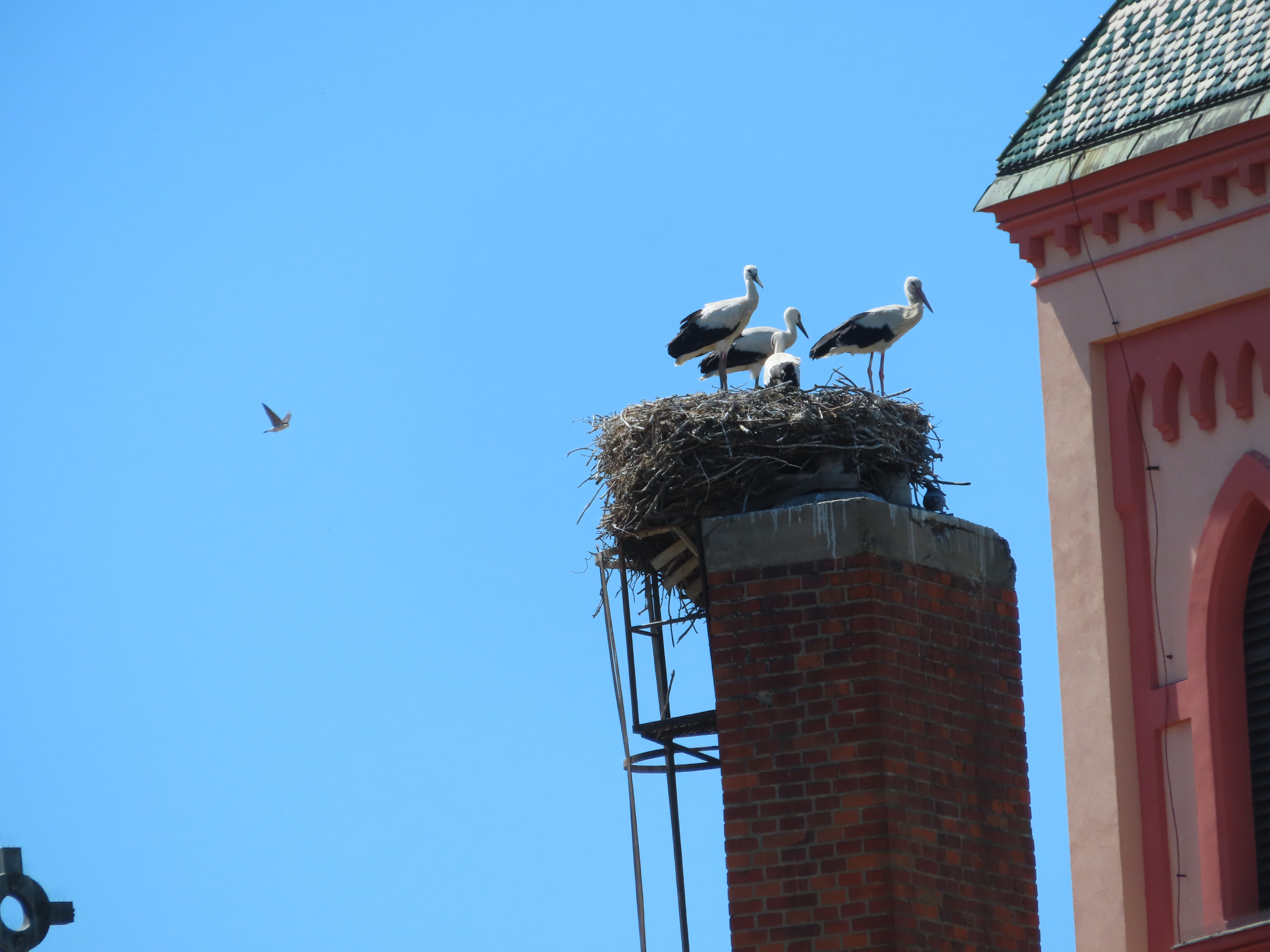
2022
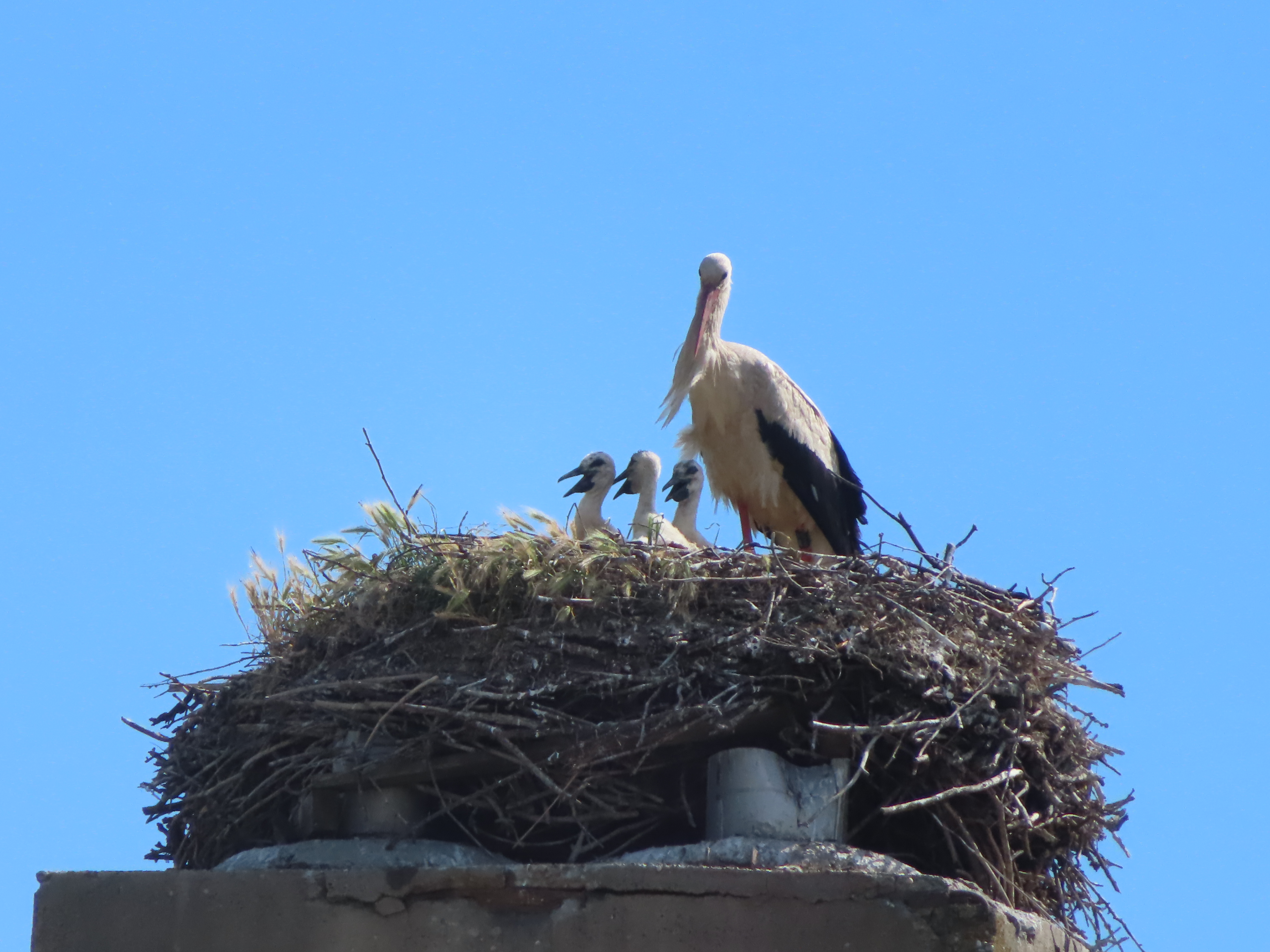
2024
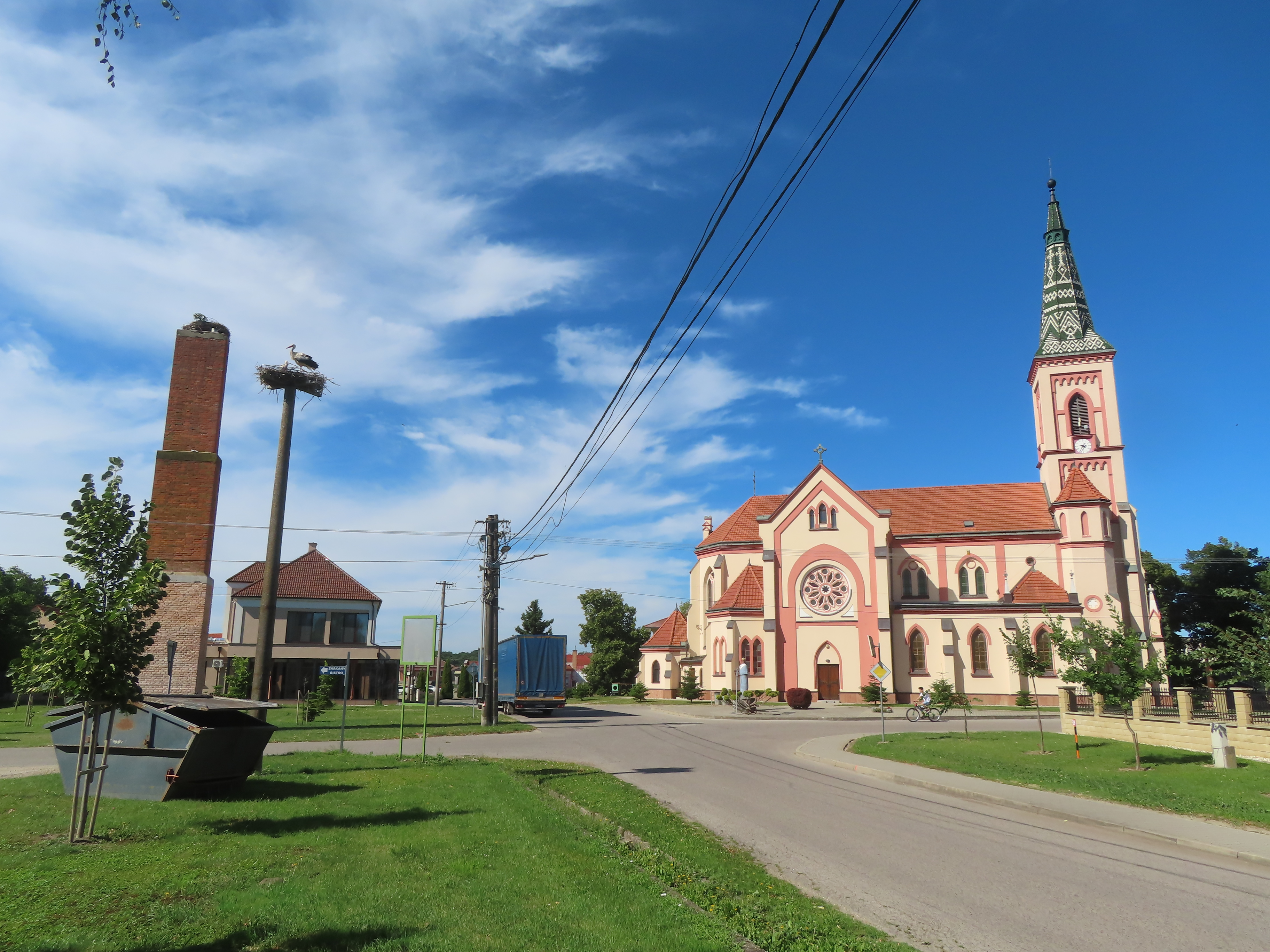
2025

Nádszegen két gólyafészket evidálnak. A templom közelében lévő fészek 2012-ben is foglalt volt, 2013-ban 2 fiókát számoltak össze.

## Története
1608-ban "Nagy Szegh" alakban említik először, a semptei uradalomhoz tartozott. A falut ebben az évben telepítette földesura, Thurzó Szaniszló. Nevét a határában található sok nádról kapta. Lakói kezdetben kiváltságokat kaptak, melynek következtében gyorsan fejlődött. 1634-ben 80 házában már 400 lakos élt. 1636-ban a birtokos család kihalásával az uradalom a királyra szállt, aki 1642-ben az Eszterházyaknak adományozta. A török időkben több rajtaütést szenvedett a falu, ennek következtében lélekszáma csökkent. Még tovább apadt a lakosság száma a kuruc háborúk következtében, úgyhogy 1715-ben a községnek mindössze 58 adózó lakosa volt. Lakói mezőgazdasággal, állattartással, méhészettel foglalkoztak. A falu régi temploma 1717-ben épült. A 18. században a lakosság száma rohamosan nőtt, 1785-ben az első népszámláláskor már 1796 lakosa volt. Iskolájának legkorábbi említése 1781-ből származik.
Vályi András szerint "NÁDSZEG. Magyar falu Posony Várm. földes Ura G. Eszterházy Uraság, lakosai katolikusok, fekszik a’ kis Duna mellett, Vásárúthoz 1/2 órányira, Sóháza is vagyon, határjában szántó földgyein kivűl semmije sints, legelőt az Uraságtól kéntelenek árendálni."
Fényes Elek szerint "Nádszegh, népes magyar falu, Poson vmegyében, a kis Duna mellett, Posonhoz 7 mfd., r. kath. paroch. templommal, nagy sóházzal, s lerakóhellyel. Lakosai kik 2016 kath., 7 zsidókra mennek, vagyonosok. Termékeny határjokon kiterjedt gazdaságot folytatnak, hajókáznak, vesszőből igen sok kocsikast készitenek, s sok szarvasmarhát tartanak. Erdejük, gyümölcsük elég; F. u. gr. Eszterházy József. Ut. p. Szered."
1864-ben 330 házában 1917 lakos élt, akik ekkor főként mezőgazdaságból és háziiparból éltek. A trianoni békeszerződésig Pozsony vármegye Galántai járásához tartozott. 1927-ben megindult az autóbuszforgalom, mely Galántával kötötte össze. Az 1930-as évek elején felépült az iskola. A község 1938 és 1945 között visszakerült Magyarországhoz, ekkor Nyitra és Pozsony k.e.e. vármegye része.
1945. szeptember 19-én a Beneš-dekrétumok értelmében 42 helybéli magyar férfit közmunkára rendeltek be. A katonaság által felügyelt intézkedés folyamán egy helybéli férfit lelőttek, társát megsebesítették. A háború után 1946-ban megkezdődött a magyar lakosság deportálása, illetve Magyarországra való áttelepítése. A földműves szövetkezetet 1949-ben alapították.
1947-ben és 1948-ban 90 magyar családot, körülbelül 450 embert telepítettek ki Magyarországra, főleg Baranya és Tolna megyékbe.

## Népessége
| Év:            | 1994. | 2004.   | 2014.   | 2024.   |
| -------------- | ----- | ------- | ------- | ------- |
| Emberek száma: | 3741  | 3746    | 3739    | 3816    |
| Eltérés:       |       | +0,13 % | -0,18 % | +2,05 % |

| Év:            | 2023. | 2024.   |
| -------------- | ----- | ------- |
| Emberek száma: | 3857  | 3816    |
| Eltérés:       |       | -1,06 % |

1880-ban 2025 lakosából 1915 magyar és 14 szlovák anyanyelvű volt.
1890-ben 2132 lakosából 2127 magyar és 3 szlovák anyanyelvű volt.
1900-ban 2398 lakosából 2384 magyar és 5 szlovák anyanyelvű volt.
1910-ben 2388 lakosából 2386 magyar és 2 szlovák anyanyelvű volt.
1921-ben 2524 lakosából 2501 magyar, 18 zsidó, 2 csehszlovák és 3 állampolgárság nélküli volt. Ebből 2496 római katolikus, 22 izraelita, 4 evangélikus és 2 egyéb vallású volt.
1930-ban 2887 lakosából 2753 magyar, 33 csehszlovák, 28 zsidó, 39 egyéb nemzetiségű és 34 állampolgárság nélküli volt. Ebből 2841 római katolikus, 38 evangélikus és 28 izraelita vallású volt.
1941-ben 3137 lakosából 3103 magyar és 27 szlovák volt.
1970-ben 3698 lakosából 3495 magyar és 156 szlovák volt.
1980-ban 3786 lakosából 3627 magyar és 137 szlovák volt. 
1991-ben 3765 lakosából 3588 magyar és 164 szlovák volt.
2001-ben 3795 lakosából 3557 magyar és 180 szlovák volt.
2011-ben 3805 lakosából 3414 magyar, 351 szlovák, 12-12 cseh és cigány, 1 lengyel, 3 más és 12 ismeretlen nemzetiségű volt. Ebből 3551 római katolikus és 129 ismeretlen vallású.
2021-ben 3864 lakosából 3308 magyar, 443 szlovák, 1 cigány, 22 egyéb és 90 ismeretlen nemzetiségű volt.

## Neves személyek
- Itt született 1954-ben Fehérváry Magda néprajzkutató.
- Itt tanított Szarka Gyula (1962) Kossuth-díjas énekes, gitáros, zeneszerző, a Ghymes együttes alapító tagja.
- Itt tanított Agócs Béla (1962-2001) pedagógus.
- Itt szolgált Illyés István József (1650-1711) nagyprépost, apát, kanonok és címzetes szendrői (szamandriai) püspök, Illyés András erdélyi püspök testvére.
- Itt szolgált Janics Kálmán (1912-2003) történész, orvos, a szlovákiai magyarság meghurcoltatásának tényfeltáró írója.
- Itt szolgált Herdics György (1966) szlovákiai magyar pap, címzetes apát, tiszteletbeli kanonok, esperes, a Remény hetilap főszerkesztője, egyetemi tanár.
- Itt született a Nobel-díjas Hugh David Politzer apja, Politzer Aladár.[10]

## Gazdasága
Az 1960-as évektől kezdődően lakosainak jelentős jövedelemforrásává vált a háztáji kertészkedés, elsősorban a községben 1971-ben megjelenő fóliás növénytermesztés elterjedése által. A fóliasátrak előveteménye többnyire retek volt, főveteményként paprikát termesztettek.  A Szlovákiai Kertészkedők Szövetsége helyi alapszervezetének alapítása évében, 1971-ben, annak taglétszáma húsz fő volt. A taglétszám 1981-re háromszázra, 1991-re megközelítőleg ötszázra növekedett. Az ágazat gazdasági szerepe azonban a 2000-es években  jelentősen csökkent.

## Politika
A 2002-es parlamenti választásokon lakosságának 93,08 százaléka a Magyar Koalíció Pártját támogatta.

## Nevezetességei

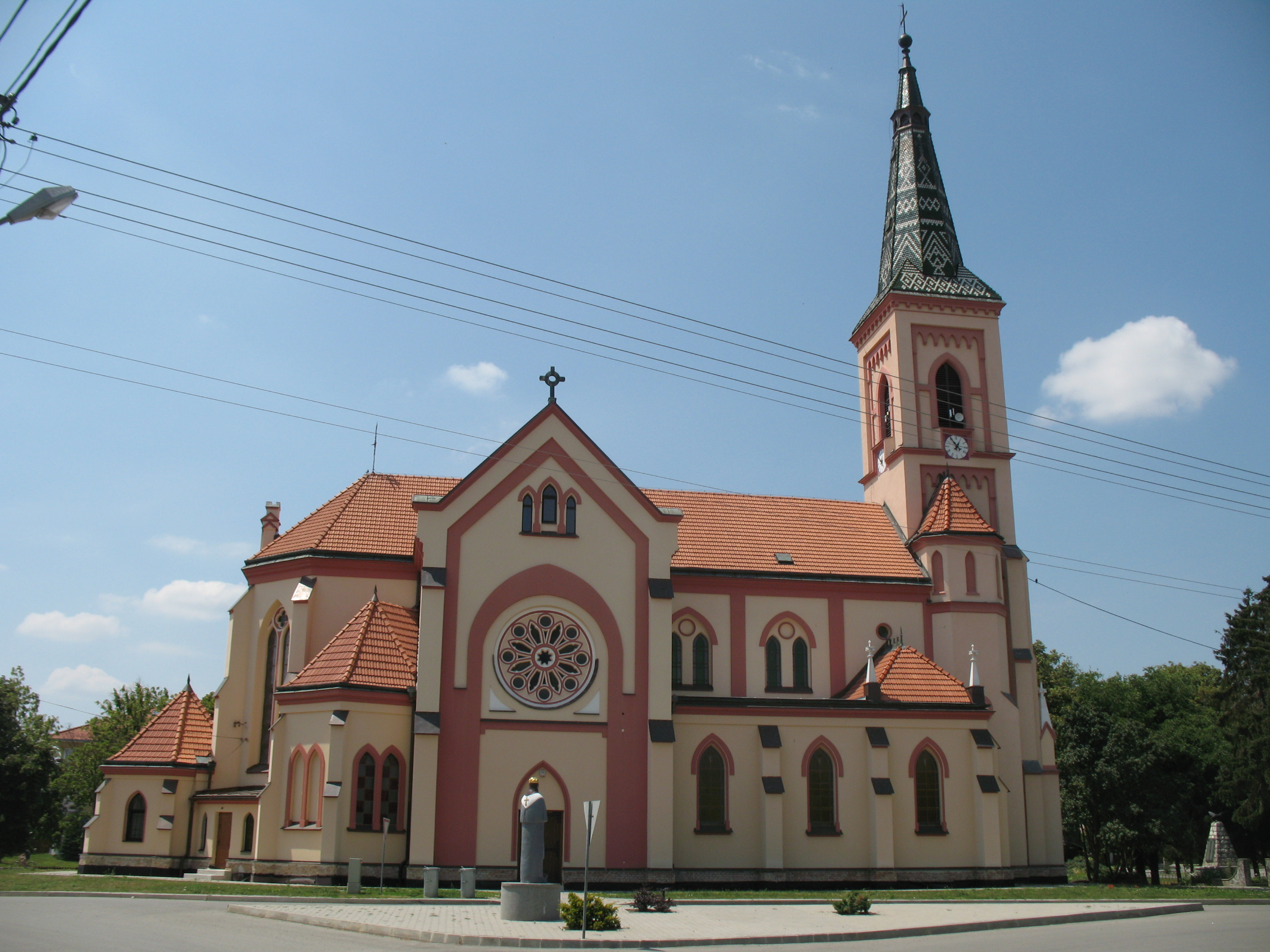
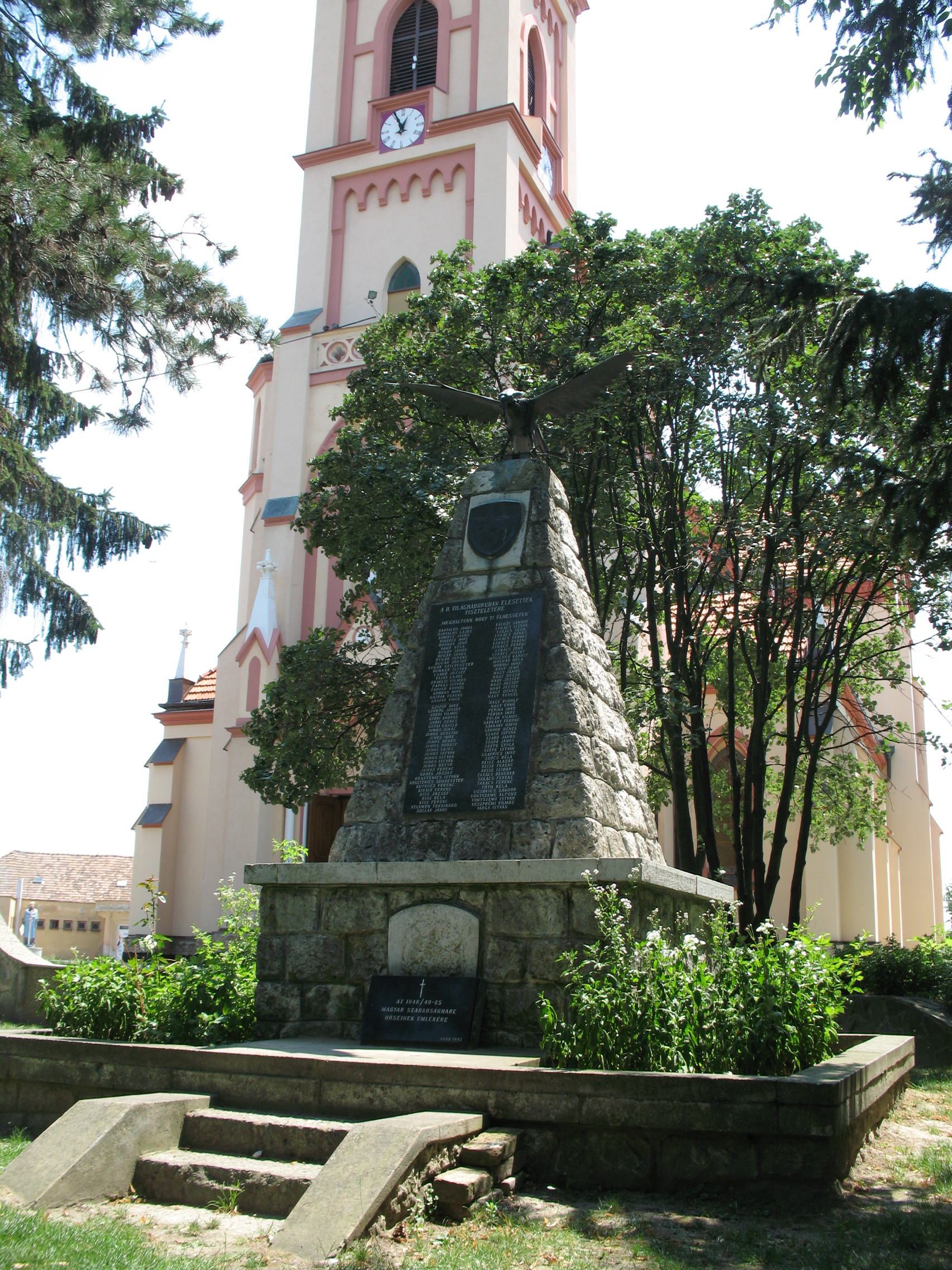
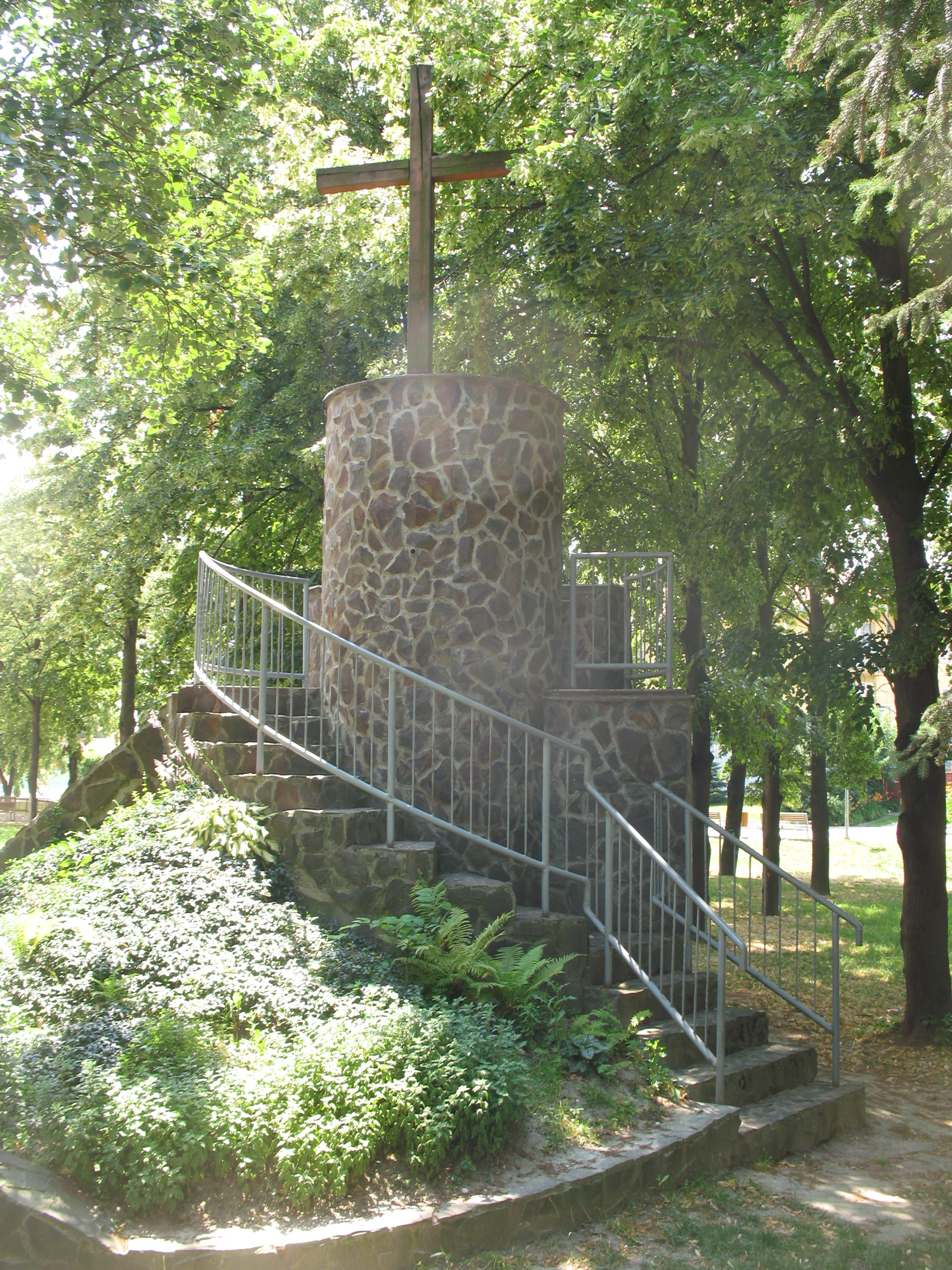
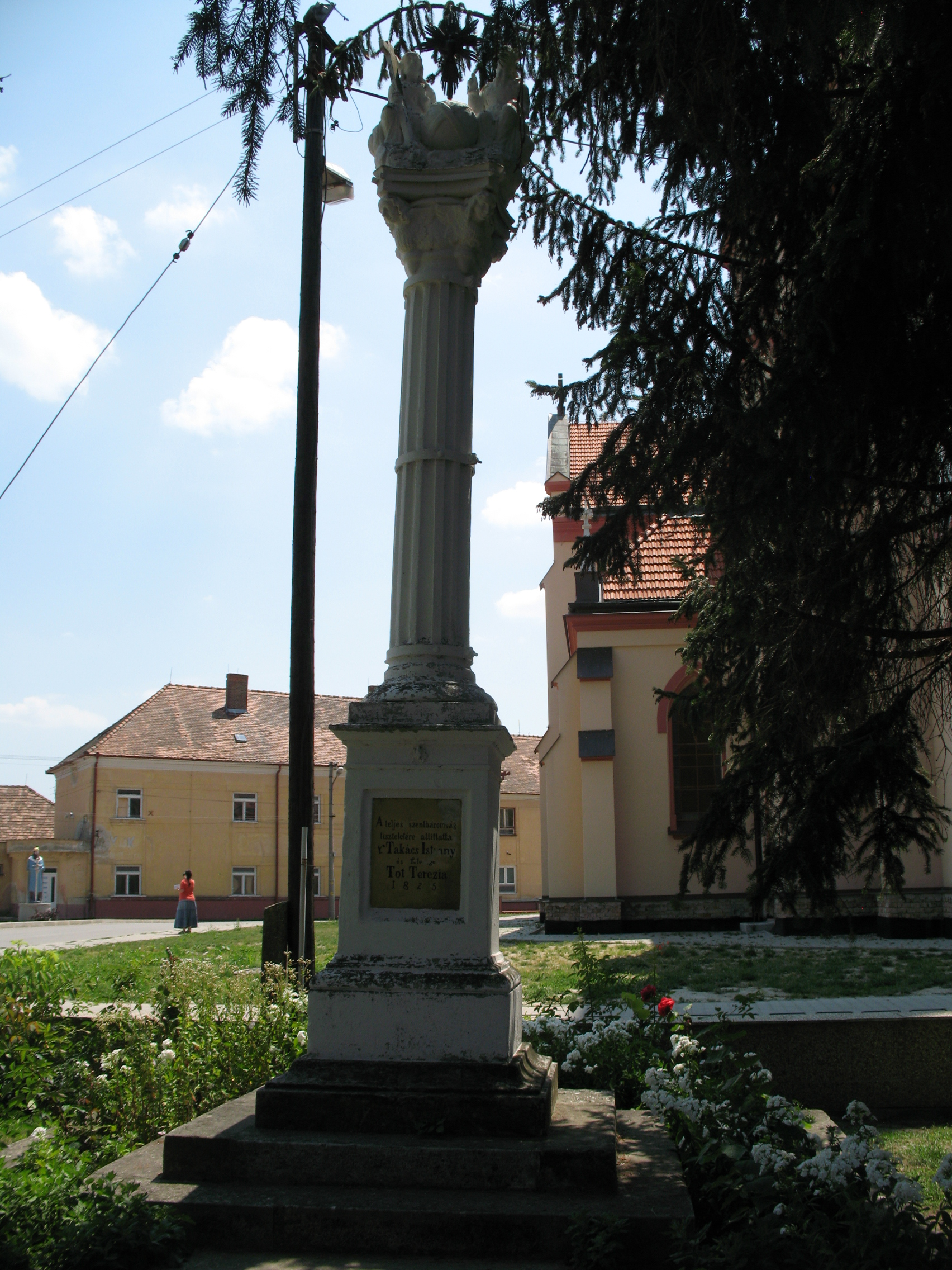
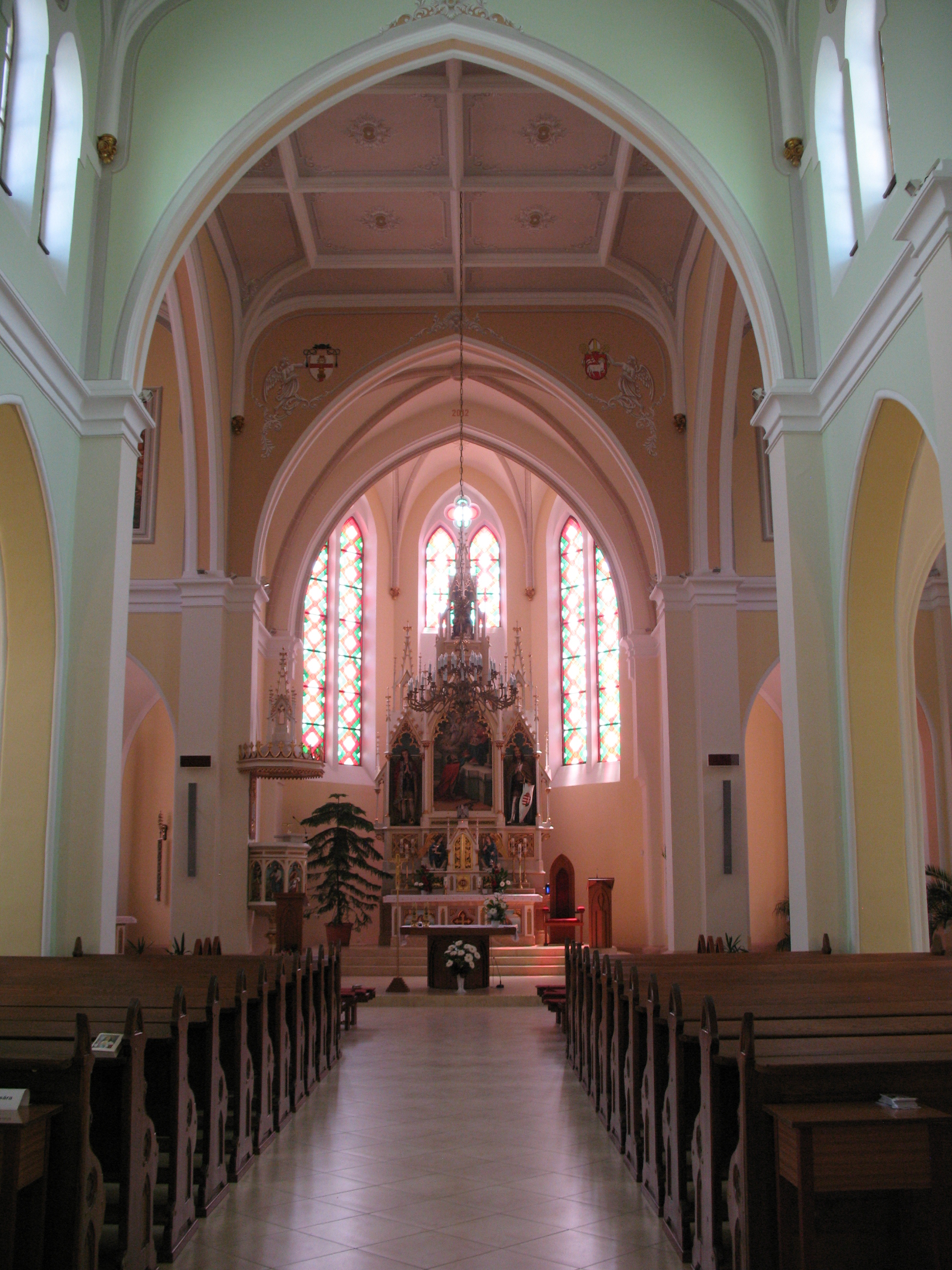
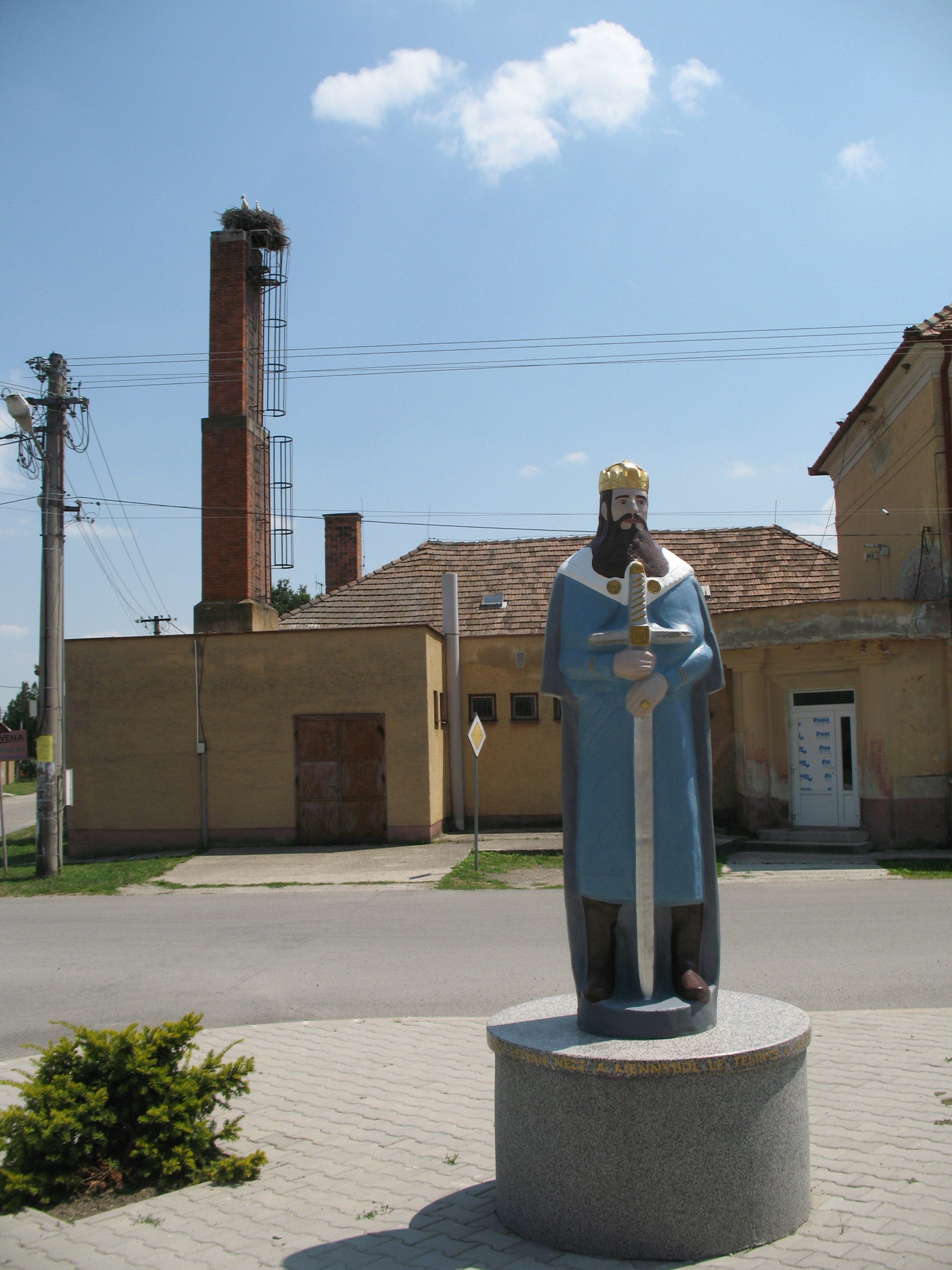
Gólyafészek 2013-ban
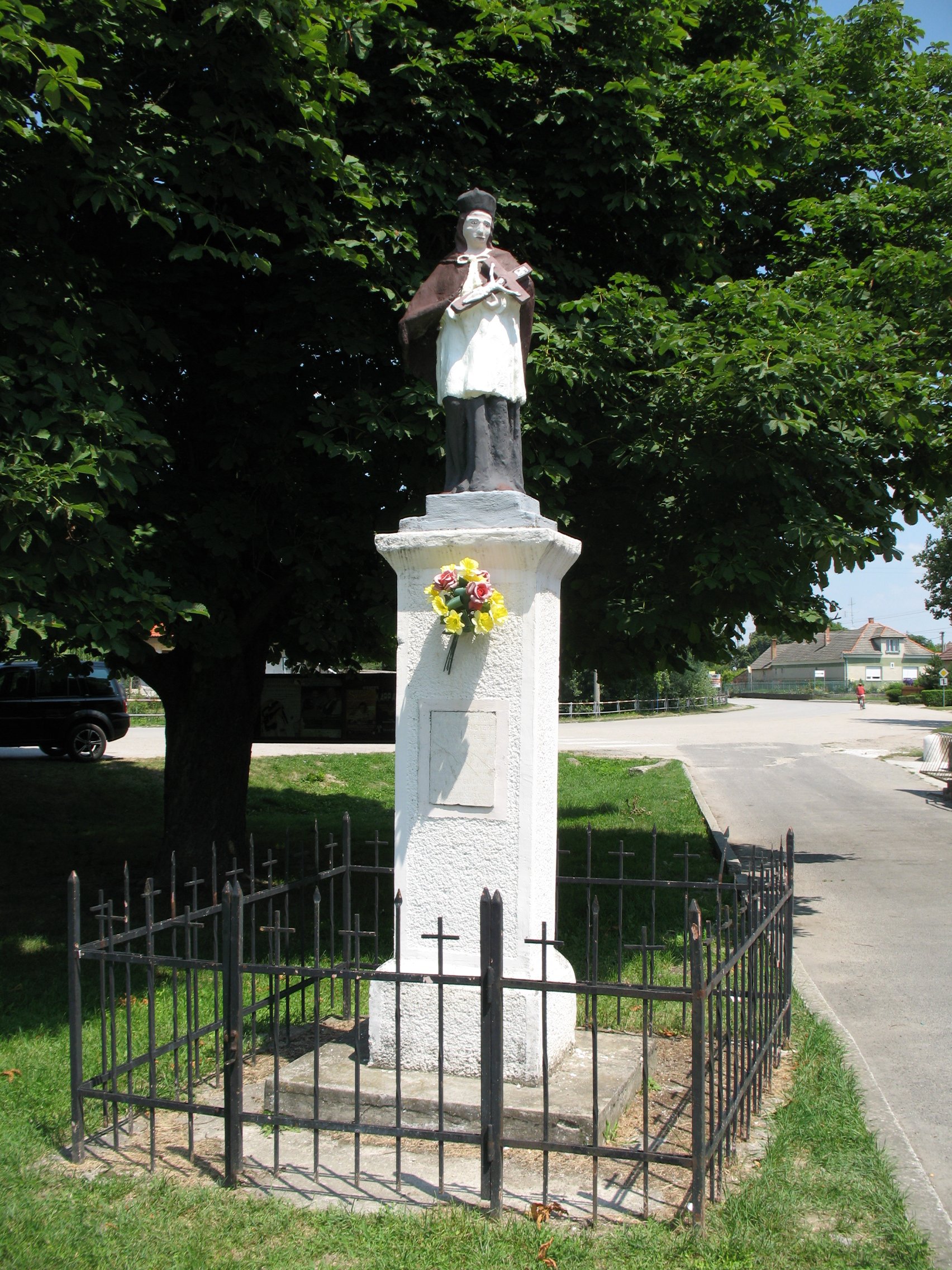

- Szent István király tiszteletére szentelt római katolikus temploma 1903-1904-ben a korábbi templom helyén épült. Orgonája 1904-ben készült, belső festése 1923-ból való.
- A templom előtti Szentháromság-szobor 1835-ben készült:" A teljes szentháromság tiszteletére állíttatta Ns. Takács István és felesége Tóth Terézia 1835".
- Nepomuki Szent János szobra a rajta levő felirat szerint 1832-ben készült Jankó Sándor plébános kezdeményezésére a nádszegi hívek adományából Szent Flórián és Szent Vendel szobrával együtt.
- Szent Flórián szobra 1832-ben készült.
- Szent Vendel szobra 1832-ben készült.
- Szent Erzsébet szobra 1924-ben készült, Gútai Lajosné Kubányi Erzsébet állíttatta.
- A volt zárdát 1930-ban építették, majd 2002-ben lebontották.
- Hősök emlékművét 1939-ben avatták fel.
- Szent István király tiszteletére kopjafát állított 2016. augusztus 20-án a Mátyusföld a Magyar Megmaradásért polgári társulás, amely Mórocz Csaba eperjesi fafaragó munkája. A kopjafa csúcsdísze a Szent Korona, alatta az összekötő tányér, majd a turul nemzetségre utaló jelkép. A törzsrész fő motívuma a Székely kereszt, amely a hazaszeretet és hazafiság jelképe. Alatta a Napkorong mint őskép, majd a kettős kereszt a hármas halommal, amely az apostoli királyságra és az összetartó magyar nemzetre utal. A legalsó motívum Szent István királyunk pecsétje.
- Szent Erzsébet és Szent Margit szobrai a plébánia előtt 2019-ben készültek, Lukács János szobrászművész alkotásai.

## Intézményei
- Magyar tannyelvű általános iskolájának 420 tanulója van.[12]
- Közkönyvtárát 1969-ben alapították. Bejegyzett olvasói taglétszáma (2011-ben) 280, könyvállományának száma 14 700.
- A Szent Erzsébet Egészségügyi és Szociális Központ 180 fekvőhellyel rendelkezik a hospice-szal együtt. Az intézményben sebészeti rendelő is található.

## Testvértelepülése
- Újbuda
- Dunaszeg